# 費德拉西翁縣

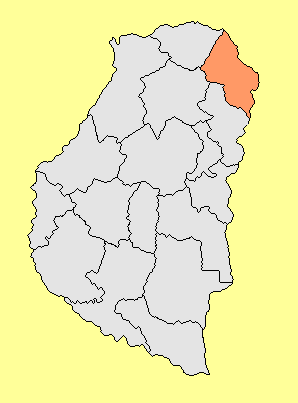

30°45′25″S 57°59′6″W / 30.75694°S 57.98500°W
費德拉西翁縣（西班牙語：Departamento Federación），是阿根廷的縣份，位於該國東北部恩特雷里奧斯省，首府設於費德拉西翁，面積3,760平方公里，2010年人口68,736，人口密度每平方公里18.28人。